# BlackBerry
BlackBerry je mobilni uređaj za pisanje i čitanje elektroničke pošte. Kao mobilni telefon omogućuje i telefonske razgovore, slanje SMS poruka i surfanje internetom. Prvi Blackberry mobilni uređaj pušten je na tržište davne 1999. godine.
Razvila ga je kanadska tvrtka RIM (Research In Motion).

## Vanjske poveznice
- Službena stranica
- Službena stranica tvrtke "Research In Motion"